# Diskless
Diskless ou sem disco é um conceito de computadores interligados em rede, numa arquitetura cliente/servidor, no qual o computador cliente é totalmente dependente do servidor. Ele é apresentado como diskless, pois a operação da máquina é totalmente sem disco rígido , com um boot "remoto". O boot pode ser realizado por meio de disquete, boot rom ou pelo PXE.
Outros termos que designam este conceito são Thin Client, em uma alusão as máquinas com recursos reduzidos.

## Processo de inicialização
- BIOS
- Disk Boot (Disquete/Boot ROM/PXE/Flash Drive)
- Bootloader (Etherboot/Syslinux)
- Núcleo com filesystem via rede

## Linux
No Linux, a implementação de diskless podem ser feitas através do recurso de NFS root disponível na núcleo.

## Windows CE
Muitos computadores utilizam o Windows CE implantado via Flash Drive antes de inicializarem um cliente de terminais, tal como o VNC ou o Remote Desktop.